# Google Play Jeux
Google Play Jeux (en anglais Google Play Games) est un service de jeux vidéo en ligne lancé par Google pour les appareils Microsoft Windows, Chromebooks, Android et Android TV.
Google Play Jeux sur Android, lancé en 2013, propose des jeux « instantanés » (qui ne nécessitent pas de téléchargement), des profils de joueurs, des parties enregistrées et des succès. La version bêta de Google Play Jeux pour PC est lancée en 2021 avec un ensemble organisé de jeux Android optimisés pour Windows et Chromebooks. Le profil du joueur utilisateur est synchronisé sur Google Play Jeux sur PC et appareils mobiles.

## Histoire
Le service d'émulation Google Play Jeux a été présenté lors de la conférence des développeurs Google I/O de 2013, et l' application mobile autonome Google Play Jeux a été lancée pour Android le 24 juillet 2013. Andrew Webster de The Verge a comparé Google Play Jeux à Game Center, un réseau de jeux similaire pour les utilisateurs du système d'exploitation iOS d'Apple.
Google Play Jeux a reçu des mises à jour au fil des années depuis son lancement, notamment une fonction d'enregistrement d'écran, des identifiants de joueur personnalisés, des jeux intégrés, et une arcade pour la découverte de jeux. Après le lancement de Google Play Jeux, des titres de jeux mobiles populaires, tels que Clash of Clans et Clash Royale, ont été ajoutés au catalogue.
Les services multijoueurs en temps réel et au tour par tour sont obsolètes depuis le 16 septembre 2019. La prise en charge de ces fonctions API a pris fin le 31 mars 2020.

### Bêta pour PC
Le 9 décembre 2021, lors des Game Awards, Google a annoncé que la version bêta de Google Play Jeux sur PC serait lancée début 2022, apportant des jeux Android sur les PC et ordinateurs portables Windows. La configuration minimale requise pour exécuter Google Play Jeux pour PC est actuellement Windows 10 ou un système d'exploitation ultérieur avec une carte graphique intégrée et processeur multi-coeur pouvant accéder à la version bêta de Google Play Jeux (anciennement processeur octo-core).
Le 19 janvier 2022, Google Play Jeux a officiellement lancé une expérience bêta du produit avec un catalogue sélectionné de jeux auprès d'une liste d'attente d'utilisateurs en Corée, à Hong Kong et à Taiwan. Le déploiement de la version bêta s'est poursuivi le 25 août 2022, en rendant la version bêta de Google Play Jeux disponible en téléchargement pour tous les joueurs en Corée, à Hong Kong, à Taiwan, en Thaïlande et en Australie avec un catalogue élargi de titres de jeux. Le 2 novembre 2022, l'expansion mondiale de la version bêta de Google Play Jeux s'est poursuivie et le produit a été lancé auprès de tous les utilisateurs aux États-Unis, au Canada, au Mexique, au Brésil, en Indonésie, aux Philippines, en Malaisie et à Singapour. Six mois plus tard, le 19 avril 2023, Google Play Jeux a été lancé pour tous les utilisateurs au Japon. Google Play Jeux a été progressivement lancé dans la plupart des pays tout au long de l'année 2023,,.

### Traduction
- (en) Cet article est partiellement ou en totalité issu de l’article de Wikipédia en anglais intitulé « Google Play Games » (voir la liste des auteurs).